# Willy Peers
Willy Lucien Herman Peers (Kain, 17 maart 1924 – 30 november 1984) was een Belgisch gynaecoloog, activist en humanistisch vrijdenker die zich gedurende zijn leven inzette voor het doorbreken van verscheidene sociale taboes en streed tegen verschillende vormen van onrecht. Het bekendst werd hij door zijn inspanningen om vrouwen in de best mogelijke omstandigheden hun vruchtbaarheid te kunnen regelen, door te strijgen voor toegang tot anticonceptie, pijnloze bevalling en het recht op abortus.

## Jeugd en opleiding
Willy Peers werd op 17 maart 1924 geboren te Kain, in de Belgische provincie Henegouwen.
Zijn vader was beroepsofficier die haast de gehele Eerste Wereldoorlog gevangen zat. Tijdens W.O. II zou Willy Peers zelf het Verzet vervoegen om de zogenaamde Service du travail obligatoire (Verplichte werkdienst) te omzeilen. Later zou hij ook in het Geheim Leger, een verzetsbeweging, actief zijn als medische kracht.
In 1942 sloot hij zich als achttienjarige aan bij de Kommunistische Partij van België (KPB), waar hij gedurende heel zijn leven lid zou van blijven.
Meteen na de oorlog begon hij aan zijn artsenopleiding aan de Université Libre de Bruxelles (ULB). Peers zou in 1953 afstuderen als chirurg en verloskundige en zich daarna verder specialiseren als gynaecoloog in het Brusselse ziekenhuis UMC Sint-Pieter onder leiding van professor Jean Snoeck. Deze bracht hem ook de techniek van het pijnloos bevallen bij.

## De pijnloze bevalling
Van epidurale anesthesie was in die tijd nog geen sprake. Het pijnloos bevallen, ook wel de psycho-profylactische methode genoemd, werd rond 1951 ontwikkeld te Leningrad door de arts A.P. Nikolajev, op basis van de theorieën van Pavlov. De angst voor en tijdens een bevalling en de hieruit volgende pijn zou volgens de Russische dokter geconditioneerd zijn. Het zou dus gaan om een aangeleerde reflex die weer kon worden weggenomen door verbale suggestie, ademhalingsoefeningen en controle van het lichaam. De werkwijze werd over de hele U.S.S.R. verspreid en de Parijse dokter Fernand Lamaze, die de techniek aldaar had leren kennen, verfijnde ze en maakte ze bekend in het Westen. Hoewel dit in wezen een techniek was die haar oorsprong had gevonden in een communistisch regime, bleek ze ook in het Westen efficiënt en populair.
Peers zou in het begin van de jaren 1950 België rondreizen om lezingen te geven omtrent de methode van het pijnloos bevallen. De heersende opvattingen en het feit dat Peers communist was, zorgde evenwel ook voor tegenkantingen. In 1956 later zou Paus Pius XII zich evenwel in een toespraak behoorlijk genuanceerd uitlaten over de kwestie van de pijnloze bevalling en stellen dat het mocht. Enkele facetten van de methode zijn bovendien nog steeds in zwang.

## Anticonceptie en abortus
Tezelfdertijd ijverde Peers eveneens voor probleemloze toegang tot anticonceptie voor Belgische vrouwen. Ook dit was niet vanzelfsprekend aangezien het verspreiden van en reclame maken voor voorbehoedsmiddelen illegaal was in België. Dat bleef zelfs zo tot 1973. Bovendien hoorde in de optiek van Peers abortus bij een adequate familieplanning; België was een van de weinige Europese landen waar abortus verboden bleef sinds de betreffende wet van 1867 die voorzag om een overtredende arts te veroordelen tot een gevangenisstraf van twee tot vijf jaar maar ook de vrouw in een zaak zou kunnen bestraffen. Al snel stond Peers tegenover drie institutionele opponenten: de katholieke Kerk, die een niet te onderschatten maatschappelijke invloed had, de wetgevende macht en de Orde der Geneesheren.
Van de laatstgenoemde zou hij dan ook in 1955 een eerste sanctie krijgen omwille van zijn voordrachten en zijn hulp aan vrouwen die anticonceptie wensten. Hij zou het daarna nog geregeld aan de stok krijgen met dit orgaan en tegen schorsingen aanlopen. In 1959 werd hij benoemd tot adjunct-directeur van het Centrum voor Verloskunde en Gynaecologie van de Provincie Namen maar enkele jaren later zou hij door maatregelen die de Orde had opgelegd in dit hospitaal geen patiënten meer mogen zien. Pas in 1985, weliswaar postuum, zouden alle strafmaatregelen door het Hof van Cassatie worden opgeheven. Daarenboven was Peers sinds 1964 zeer actief in de Groupe d’Études pour une Reforme de la Médecine (GERM), een vereniging van progressieve artsen die heel wat aspecten van de geneeskunde in België ten gronde wensten te verbeteren maar daardoor ook botsten met de Orde.
Vanaf 1970 begon Peers met het uitvoeren van zwangerschapsafbrekingen. Hij deed dit zoals steeds vanuit een sterke overtuiging, in de best mogelijke medische conditie en zelfs zonder zijn praktijk clandestien in te richten. Ook dit besluit tot daadwerkelijke actie kwam voort uit Peers’ sociale bewogenheid en rechtvaardigheid, vooral omtrent wat met de seksualiteit van vrouwen had te maken. Ondertussen bleef hij niet alleen de binnenlandse politiek en de publieke opinie bespelen met dit brede thema, maar evenzeer de medische  wereld. De beslissingen van de Orde van Geneesheren vocht hij onophoudelijk aan, samen met zijn advocaten Jean Fonteyne en Roger Lallemand. Deze laatste zou overigens later als politicus van de PS, samen met Lucienne Herman-Michielsens van de PVV, aan de wieg staan van de wet van 1990 die abortus in België zou depenaliseren.

## De zaak-Peers (1973)

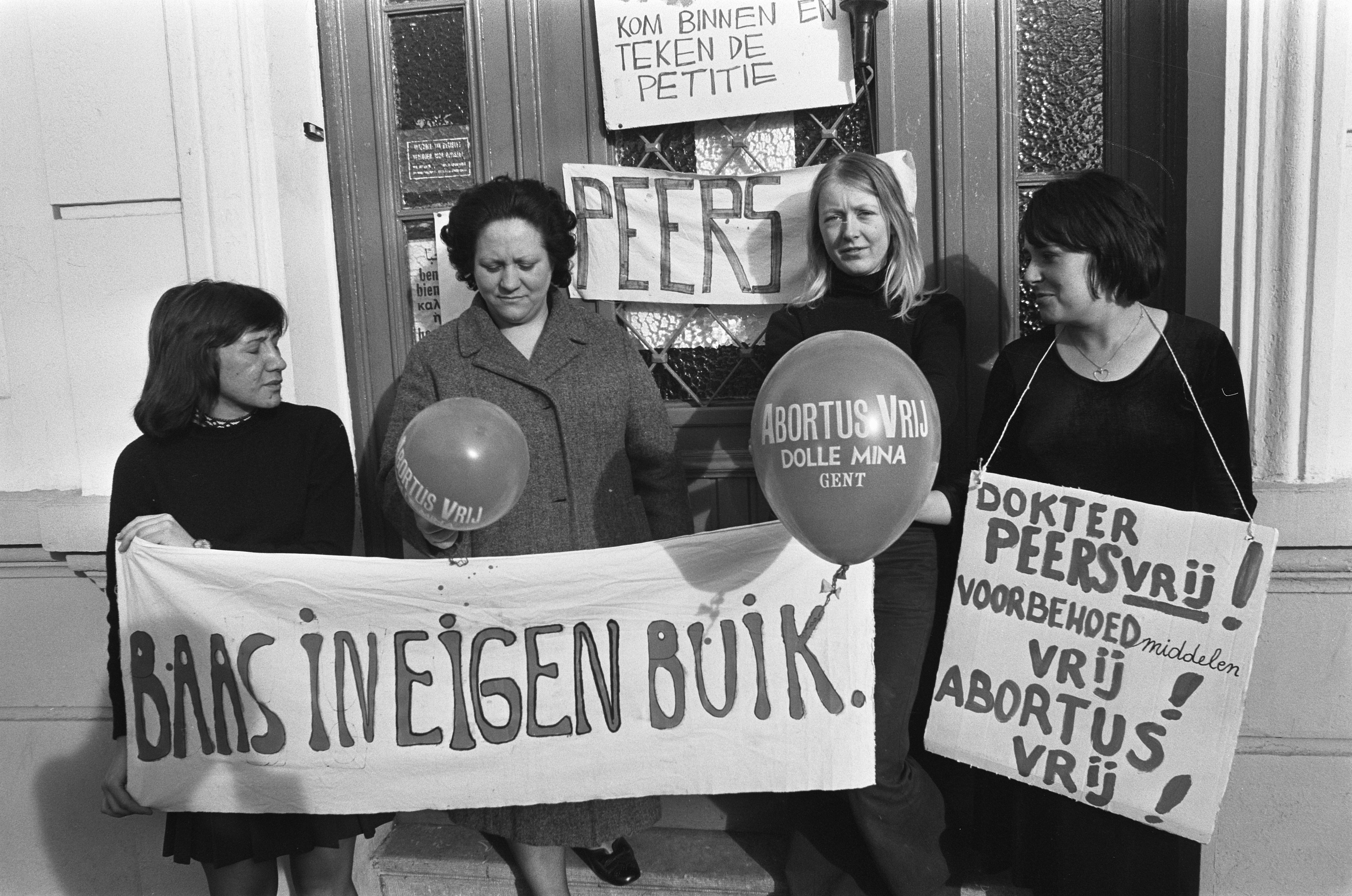
Hongerstaking in Gent i.v.m. de arrestatie van dr. Peers.

Uiteindelijk werd de betwiste gynaecoloog op 16 januari 1973 in voorhechtenis genomen op aanklacht van een abortus te hebben uitgevoerd bij een zevenentwintigjarig meisje met een mentale achterstand dat werd verkracht. Hij zou vijfendertig dagen opgesloten blijven terwijl de steun voor Peers aangroeide. Er werden actiecomités opgericht en er werden regelmatig grote protestmarsen gehouden. Zelf zou hij blijven aanvoeren dat abortus al langer op grote schaal bestond in België en niet altijd in de beste omstandigheden –  met complicaties en de dood tot gevolg. Hij benadrukte daarbij het respect voor het leven en voor de waardigheid van de mens en de vrouw in het bijzonder.
Hoewel het gerecht weet had van een driehonderdtal abortussen die Peers tot die tijd had voltrokken, zou hij niet voor de Raadkamer moeten verschijnen. Zijn strijd had niet alleen abortus op de politieke agenda geplaatst, de zaak-Peers en de maatschappelijke implicaties die deze had, zorgden meteen ook voor een legalisering van anticonceptie in datzelfde jaar onder de regering-Leburton. Wat betreft abortus was het echter nog niet zover; dit zou pas op 3 april 1990 uit het Strafwetboek worden gehaald met een wisselmeerderheid in het parlement en nadat de voltallige regering het wetsvoorstel had moeten goedkeuren in de plaats van de toenmalige koning Boudewijn I, die dit had geweigerd op grond van morele bezwaren.
Willy Peers zou dit evenwel niet meer meemaken: hij overleed op 30 november 1984.

## Trivia
Het LUNA abortuscentrum te Antwerpen, opgericht in 1986, heette oorspronkelijk het Dr. Willy Peers Centrum.
- Système universitaire de documentation: 058872779
- Virtual International Authority File: 197009952
- WorldCat: E39PBJgRWCxV6QMcV6RKrpbrv3